# 10.2決戦
10.2決戦（じゅってんにけっせん）は、以下の試合の通称である。
- 2014年（平成26年）10月2日に福岡ヤフオク！ドーム（福岡県福岡市中央区）で行われたパシフィック・リーグ公式戦、福岡ソフトバンクホークス対オリックス・バファローズ第24回戦
- 2022年（令和4年）10月2日に行われた2試合
  - ZOZOマリンスタジアムで行われたパシフィック・リーグ公式戦、千葉ロッテマリーンズ対福岡ソフトバンクホークス第25回戦
  - 楽天生命パーク宮城で行われた東北楽天ゴールデンイーグルス対オリックス・バファローズ第25回戦

2014年、2022年共に福岡ソフトバンクホークス（以下、ソフトバンク）とオリックス・バファローズ（以下、オリックス）の2チームが優勝を争う試合を行ったことから、試合が実施された日付より10.2決戦と呼ばれている。

## 2014年「10.2」

### 2014年「10.2決戦」に至るまでの経緯
開幕戦から勝ち星を積み重ねるソフトバンクに対して、オリックスは開幕戦にこそ日本ハムに敗戦したものの3・4月を19勝8敗と大きく勝ち越したことにより、ソフトバンクと競り合っていた。しかし両チームとも徐々に勝ちきれない試合が出てくるようになり、両チームは失速。壮絶な優勝争いとなった。そして9月25日、残り試合日数の関係で2位のオリックスに優勝マジック7が点灯。2位でのマジック点灯はパ・リーグでは1998年の西武ライオンズ以来、セ・リーグを含めても2010年の阪神タイガース以来である。
その後、1位のソフトバンクにマジックナンバーが灯ることはなく、9月30日の試合終了時点で以下の状態になった。
| 順位 | 球団                         | 勝 | 敗 | 引 | 勝率 | 差   |
| ---- | ---------------------------- | -- | -- | -- | ---- | ---- |
| 1位  | 福岡ソフトバンクホークス     | 77 | 60 | 6  | .562 | -    |
| 2位  | オリックス・バファローズ     | 78 | 61 | 2  | .561 | 0    |
| 3位  | 北海道日本ハムファイターズ   | 71 | 67 | 3  | .514 | 6.5  |
| 4位  | 千葉ロッテマリーンズ         | 65 | 76 | 2  | .461 | 14.0 |
| 5位  | 東北楽天ゴールデンイーグルス | 64 | 75 | 0  | .460 | 14.0 |
| 6位  | 埼玉西武ライオンズ           | 61 | 76 | 4  | .445 | 16.0 |

この状態で10月2日に両チームの直接対決を控えており、その結果による優勝争いの行方は以下の通りである。
| 試合結果         | 優勝チーム                          |
| ---------------- | ----------------------------------- |
| ソフトバンク勝利 | ソフトバンク                        |
| 引き分け         | 残り2試合を1勝1分以上ならオリックス |
| オリックス勝利   | 残り2試合を連敗しなければオリックス |

この試合で事実上パ・リーグ優勝球団が決まるようなものであったため、この試合は“10.2決戦”と名付けられた。ソフトバンクの秋山監督は1994年の巨人と中日が争った「10・8決戦」を引き合いに出し、「144試合、全力で戦うシーズンはなかなかない。いかに自分のできることをできるかだ」と語った。

### 決戦当日
ソフトバンク先発は大隣憲司、対するオリックス先発はブランドン・ディクソン。
2回裏、ソフトバンクは一死無走者から中村晃、吉村裕基の連打で一死二・三塁とすると、細川亨の犠牲フライでソフトバンクが1点を先制する。
一方のオリックスは7回表、大隣から代わった森唯斗を捕まえると、二死二塁から代打・原拓也が同点タイムリーヒットを放ち、7回裏から馬原孝浩→佐藤達也→平野佳寿と継投して9回裏まで乗り切り、ソフトバンクも勝ち越すことができず延長戦に突入した。
10回表、9回から続投しており制球の乱れてきたデニス・サファテから二死満塁の絶好機を作り、ウィリー・モー・ペーニャが打席に。初球を高く打ち上げた打球はドームの天井に跳ね返ってファールゾーン内で遊撃手・今宮健太のミットへ収まり、グラウンドルールによってアウトとなった。
10回裏、アレッサンドロ・マエストリは柳田悠岐を四球で歩かせるなど3四球1犠打で一死満塁のピンチを背負い、打者に松田宣浩を迎えたところでオリックスはマウントを比嘉幹貴に託した。比嘉は松田を1ボール2ストライクと追い込んだが、4球目に投じられた外角低めの球を左中間に打ち返し、3塁ランナーの柳田が生還し、サヨナラタイムリーヒットでソフトバンクが勝利、同時に3年ぶりダイエー時代を含めると18回目のパ・リーグ優勝が決定した。

#### スコア
スコアはNPBの公式記録を元に作成した。
|              | 1 | 2 | 3 | 4 | 5 | 6 | 7 | 8 | 9 | 10 | R | H | E |
| ------------ | - | - | - | - | - | - | - | - | - | -- | - | - | - |
| オリックス   | 0 | 0 | 0 | 0 | 0 | 0 | 1 | 0 | 0 | 0  | 1 | 8 | 0 |
| ソフトバンク | 0 | 1 | 0 | 0 | 0 | 0 | 0 | 0 | 0 | 1x | 2 | 6 | 0 |

1. オ：ディクソン、岸田、馬原、佐藤達、平野佳、マエストリ、比嘉
2. ソ：大隣、森、五十嵐、サファテ
3. 勝利：サファテ（7勝1敗）
4. 敗戦：マエストリ（2勝1敗）
5. 審判
［球審］嶋田
［塁審］東・柿木・佐藤
6. 試合時間：4時間23分

#### 出場選手
| オリックス | オリックス | オリックス |
| 打順       | 守備       | 選手       |
| ---------- | ---------- | ---------- |
| 1          | [三]       | ヘルマン   |
|            | 三         | 岩﨑恭平   |
| 2          | [遊]       | 安達了一   |
| 3          | [右]       | 糸井嘉男   |
| 4          | [指]       | ペーニャ   |
| 5          | [左]       | 竹原直隆   |
|            | 打中左     | 坂口智隆   |
| 6          | [一]       | T-岡田     |
| 7          | [中]左     | 川端崇義   |
|            | 中         | 後藤駿太   |
| 8          | [二]       | 縞田拓弥   |
|            | 打二       | 原拓也     |
| 9          | [捕]       | 山崎勝己   |
|            | 捕         | 伊藤光     |

| ソフトバンク | ソフトバンク | ソフトバンク |
| 打順         | 守備         | 選手         |
| ------------ | ------------ | ------------ |
| 1            | [中]         | 柳田悠岐     |
| 2            | [遊]         | 今宮健太     |
| 3            | [左]         | 内川聖一     |
| 4            | [指]         | 李大浩       |
| 5            | [三]         | 松田宣浩     |
| 6            | [右]         | 中村晃       |
| 7            | [一]         | 吉村裕基     |
|              | 走二         | 金子圭輔     |
| 8            | [捕]         | 細川亨       |
| 9            | [二]         | 明石健志     |
|              | 打           | 長谷川勇也   |
|              | 一           | 高田知季     |

### その後
- オリックスのT-岡田、比嘉、平野らベテラン選手にとって非常に苦い記憶であり、2021年の優勝時にはそれぞれこの年のことを触れている。
- ソフトバンクにはシーズン通して1度も優勝マジックが点灯しておらず、マジックナンバーが点灯しなかった球団がリーグ優勝を決定したのは、1992年のヤクルトスワローズ以来、22年ぶりであった。
- リーグ優勝を逃したオリックスであったが、6年ぶりのクライマックスシリーズ（以下、CS）進出を果たし、CS突破による日本シリーズ進出が期待されたが、6年前と同じ相手である日本ハムに1勝2敗で敗退し、2014年シーズンを終えた。
- CSファイナルで日本ハムに勝利したソフトバンクは、セ・リーグ2位からセ・リーグ1位の巨人を倒し、CSを勝ち抜いてきた阪神タイガースと11年ぶりに対戦し、初戦を落としたもののその後4連勝で3年ぶりの日本一を達成し、2014年限りで退任表明をしていた秋山幸二監督の有終の美を飾った[4]。
- ソフトバンクはここから黄金期を迎えることになり、2021年シーズンに4位に沈むまですべてAクラスでシーズンを終えている。また、2017年から2020年にかけて日本シリーズ4連覇を成し遂げることとなった。
- 一方のオリックスは翌2015年から2021年に優勝するまで一度もAクラスに入ることができず暗黒時代に入ることとなる。特に2019年・2020年にかけては2年連続最下位と暗黒時代絶頂期となり、この決戦の後、両チームの成績は大きく明暗が分かれることとなった。オリックスはCS導入後以降の日本シリーズ進出が12球団では最も遅い2021年となった。
- また、オリックスは2014年時の主力であった選手（糸井、坂口、西、金子千尋など）はFA・トレード・自由契約・引退により大多数がチームを去ってしまい[5]これが暗黒期に入った原因でもあった。

## 2022年「10.2」

### 2022年「10.2決戦」に至るまでの経緯
前年4位に沈んだソフトバンクは工藤公康から藤本博史に監督を変えて挑んだ2022年シーズン。開幕から8連勝とスタートダッシュに成功し、楽天、西武と首位攻防を繰り広げる。
一方前年パリーグを制覇したオリックスはシーズン序盤に出遅れ、さらに4月10日にはロッテ先発の佐々木朗希に完全試合を許してしまうが、日本ハム以外の5球団が混戦の中を耐え、8月に入ると失速した楽天に追いついて3位前後とAクラスをキープする。8月終了時には首位西武と1.5ゲーム差に迫り、9月10日には今季初めて単独首位に立った。しかし翌試合では敗戦し首位から陥落する。
9月序盤はソフトバンク、西武、オリックスの3球団がゲーム差0で上位に並ぶなど、2022年のパ・リーグ優勝争いは大混戦の様相を呈していた。9月12日から7連敗を喫した西武が首位争いから脱落したのに対し、ソフトバンクは11日から5連勝。貯金11として15日に優勝へのM11を点灯させた。
連勝を6に伸ばしたソフトバンクはマジックを９に減らし、17日に対オリックス3連戦を迎える。
しかしオリックスに3連敗を喫し、マジックを減らすどころか逆にオリックスと再び0ゲーム差に迫られてしまう。
その後は互いに譲らないものの、残り試合数の多いソフトバンクは勝ち星を重ねて自力で優勝マジックを減らしていく。29日の楽天戦に勝利してマジックを2にし、翌日の試合にも勝ったがオリックスもロッテにサヨナラ勝ちしたため、マジック1で残り2試合となった。
マジック1で迎えた10月1日はオリックスの試合がなく、ソフトバンクは引き分け以上で優勝という状況で4連勝中の西武と対戦する。1点ビハインドの9回に柳田のソロホームランで同点に追いつき延長戦に突入するが、延長11回に3連投となった藤井皓哉が山川穂高にサヨナラ2ランを打たれ（山川は自身初のサヨナラホームラン）、10月1日時点での優勝決定はならなかった。
10月1日時点での優勝を逃したソフトバンクは、マジック1のままパリーグ最終戦となる10月2日を迎えた。

### 決戦当日
2014年とは異なり、オリックスとソフトバンクの直接対決ではなく、楽天対オリックス、ロッテ対ソフトバンクと間接的な決戦となった。10月2日時点での試合前の成績は以下の通り。
| 順位 | 球団                         | 勝 | 敗 | 引 | 勝率 | 差   |
| ---- | ---------------------------- | -- | -- | -- | ---- | ---- |
| 1位  | 福岡ソフトバンクホークス     | 76 | 64 | 2  | .542 | M1   |
| 2位  | オリックス・バファローズ     | 75 | 65 | 2  | .535 | 1.0  |
| 3位  | 埼玉西武ライオンズ           | 72 | 67 | 3  | .518 | 3.5  |
| 4位  | 東北楽天ゴールデンイーグルス | 69 | 70 | 3  | .496 | 6.5  |
| 5位  | 千葉ロッテマリーンズ         | 68 | 73 | 1  | .482 | 8.5  |
| 6位  | 北海道日本ハムファイターズ   | 58 | 81 | 3  | .417 | 17.5 |

ソフトバンクとオリックスの優勝条件は以下の通り。
|            |      | ソフトバンク |      |      |
|            |      | 勝利         | 引分 | 敗戦 |
| オリックス | 勝利 | ソ           | ソ   | オ   |
| オリックス | 引分 | ソ           | ソ   | ソ   |
| オリックス | 敗戦 | ソ           | ソ   | ソ   |

ソフトバンク優勝：ソ　
オリックス優勝：オ
ソフトバンクは勝つか引き分けで自力優勝、負けてもオリックスの結果次第で優勝が決まるというアドバンテージを持っていた。一方オリックスが優勝するには「10月2日の楽天戦に勝利したうえで、ソフトバンクがロッテに負ける」ことが唯一の条件であり、勝利が必須であった。

#### 東北楽天ゴールデンイーグルス対オリックス・バファローズ第25回戦
オリックスの先発は田嶋大樹。一方の楽天の先発は田中将大。オリックス打線が田中将大の前に3回パーフェクトと封じられる中、田嶋は4回裏に無死満塁のピンチを招く。監督の中嶋聡はここで田嶋から8年前の悪夢を知る比嘉にスイッチ。8年前のこの日にも登板した比嘉だったが、楽天のギッテンスにスライダーを打たれ先制の2点タイムリーを許してしまう。中嶋はさらに比嘉に代えて宇田川優希をマウンドに送る。宇田川は1四球を出したものの追加点を許さない好救援を見せると、その流れに乗ったオリックスは5回に無死満塁のチャンスを作り伏見寅威のタイムリーで1点差、さらに福田周平の2点タイムリーで逆転に成功する。5回も宇田川が続投して無失点に抑え、6,7回は山崎颯一郎、8回はジェイコブ・ワゲスパックが楽天に得点を許さない。オリックスは9回に伏見のダメ押し2点タイムリーで追加点をあげると、その回の裏を阿部翔太が3人で終わらせて勝利。ZOZOマリンスタジアムの結果を待っていた。

#### 千葉ロッテマリーンズ対福岡ソフトバンクホークス第25回戦
ソフトバンクは前回のロッテ戦で完封勝利をあげた板東湧梧が先発。対するロッテ先発は小島和哉。ソフトバンクは初回に三森大貴の先頭打者ホームランで先制すると、4回には柳田悠岐のホームランで2点リード。板東が5回81球で降板すると、6回には泉圭輔が登板する。松本裕樹、藤井皓哉、リバン・モイネロの4連投を避ける形をとったものの、この采配が凶となり、泉は山口航輝に逆転3ランホームランを許してしまう。このホームランが10.2決戦の流れを大きく変えることとなる。7回には甲斐野央が1点を失い降板、あとを継いだ嘉弥真新也もタイムリーを打たれて点差は3点に広がった。その後、8回に1点を返すものの、二死満塁のチャンスを生かしきれず、9回ロッテ守護神のロベルト・オスナの前に3者凡退となり勝負あり。この瞬間、オリックスの2年連続14回目の優勝が決まり、パ・リーグのレギュラーシーズン全日程が終了した。

#### 試合終了後
- 楽天生命パーク宮城の大型ビジョンでソフトバンクの結果を見守っていたオリックスナインは、二死無塁の状態で三森大貴がセンターフライに倒れたことでソフトバンク敗戦となり、選手たちが一斉にマウンドに向かって走り、マウンドで中嶋聡を5回胴上げした[10]。
- 胴上げの後のインタビューで中嶋は、「本当に感無量と言うか、本当にこんなことが起こるのかと信じられない気持ち。最後にここまでやれる選手たちを本当に誇りに思う。おめでとう。」とオリックスナインに感謝、祝福した[10]。
- 一方、ロッテに敗戦したソフトバンクはマジック1からのV逸という日本プロ野球史においては1973年の阪神タイガース及び1988年の近鉄バファローズ（10.19）以来となった[11]。
- リーグ最終日での優勝決定は1982年の中日ドラゴンズ以来40年ぶり、パ・リーグでは1963年の西鉄ライオンズ以来59年ぶりとなった。なお、これまでのケースではいずれも前日まで首位のチームがV逸せずにそのまま優勝していたため、他のチームに逆転優勝を許したのはプロ野球史上初めての事例となった[12]。
- プロ野球史上初めて、1位と2位の成績が完全に並んだ成績で終了したが、パ・リーグの規定では同率チームが発生した場合、(1)当該球団間の対戦勝率が高い球団、(2)リーグ内対戦成績の勝率が高い球団、(3)前年度順位が上位の球団によって順位を決めることになっている。(1)のオリックスとソフトバンクの直接対戦はオリックス15勝、ソフトバンク10勝となっているため、パ・リーグの規定によりオリックスの優勝が決まった[13]。
- 楽天はこの日の試合に勝てば5割フィニッシュだったが敗戦したことによりシーズン負け越しとなった。最大貯金18からのV逸、CS逸およびシーズン負け越しは史上初。[14]

| 順位 | チーム                       | 試合 | 勝 | 敗 | 引 | 勝率 | 差   |
| ---- | ---------------------------- | ---- | -- | -- | -- | ---- | ---- |
| 1位  | オリックス・バファローズ     | 143  | 76 | 65 | 2  | .539 | 優勝 |
| 2位  | 福岡ソフトバンクホークス     | 143  | 76 | 65 | 2  | .539 | 0.0  |
| 3位  | 埼玉西武ライオンズ           | 143  | 72 | 68 | 3  | .514 | 3.5  |
| 4位  | 東北楽天ゴールデンイーグルス | 143  | 69 | 71 | 3  | .493 | 6.5  |
| 5位  | 千葉ロッテマリーンズ         | 143  | 69 | 73 | 1  | .486 | 7.5  |
| 6位  | 北海道日本ハムファイターズ   | 143  | 59 | 81 | 3  | .421 | 16.5 |

#### その後
- オリックスはCSでソフトバンクを破り、日本シリーズでは前年あと一歩で敗れた東京ヤクルトスワローズを破り、ブルーウェーブ時代の1996年以来の日本一となった。また、「バファローズ」を冠するチームが日本一になったのはこれが初である。
- オリックスは2年連続となるマジック点灯なしでの優勝となった。またシーズン中首位にいた期間が開幕戦に勝った3月25日の1日、9月10日の1日、最終日の1日と3日しかなく、2008年の巨人と2019年の西武の11日を大幅に更新して史上最短を記録した。単独首位に至っては僅か20時間36分[15]であり、日刊スポーツはこの出来事を「省エネ優勝」と述べている[16]。
- 2年連続最下位からの2年連続リーグ優勝は2022年の東京ヤクルトについで2チーム目。
- 中嶋聡は史上3人目となる就任1年目からリーグ連覇を果たした監督となった[17]。

## その他
- 2015年はセ・リーグにおいて10月2日に東京ヤクルトスワローズが1－1の延長戦でヤクルト雄平が同点で迎えた11回裏二死一・三塁の打席で阪神能見篤史からサヨナラタイムリーヒットを放ってリーグ優勝を決めている。ただしこちらは1位2位の直接対決ではないため、2014年ほど注目されることはなかった[18]。